# Rodriguesduva
Rodriguesduva (Nesoenas rodericana) är en utdöd fågel i familjen duvor inom ordningen duvfåglar som förekom på ön Rodrigues. Fågeln är känd från nyligen funna benlämningar och tros ha dött ut under 1700-talet.